# Cardissa
Die Cardissa ist ein Bunkerschiff, der seit Oktober 2017 in Nordeuropa für den Energiekonzern Shell im Einsatz ist.
Sie versorgt Schiffe in der Nord- und Ostsee und das schwedische Importterminal in Nynäshamn mit Flüssigerdgas (LNG) von Rotterdam Maasvlakte aus. Die Reederei Aida Cruises hat mit Shell 2016 einen Vertrag über die Versorgung ihrer Schiffe AIDAprima, AIDAperla und AIDAnova mit LNG-Antrieb abgeschlossen.
Die Cardissa wurde von der Werft STX in Südkorea für die Reederei Shell Western LNG gebaut. Rund 6500 Kubikmeter des LNG  können bei minus 162 Grad transportiert werden. Die Aidanova als erstes LNG-Kreuzfahrtschiff wurde von der Meyer Werft Ende 2018 abgeliefert und kann rund 3500 Kubikmeter LNG bunkern. Da eine Schiff-zu-Schiff Bebunkerung in deutschen Häfen untersagt war, hat die Cardissa im Oktober 2018 AIDAnova zum ersten Mal in Eemshaven betankt.
Im Mai 2021 wurde die Cardissa in New Frontier 1 umbenannt und unter panamaische Flagge gebracht.